# NGC 443
NGC 443 é uma galáxia espiral (S) localizada na direcção da constelação de Pisces. Possui uma declinação de +33° 22' 40" e uma ascensão recta de 1 horas, 15 minutos e 07,5 segundos.
A galáxia NGC 443 foi descoberta em 8 de Outubro de 1861 por Heinrich Louis d'Arrest.